# 斯科特·斯皮德
斯科特·安德魯·斯皮德（英語：Scott Andrew Speed，1983年1月24日—）是前一级方程式赛车手，他在一级方程式赛场上的首次亮相在2006年巴林大奖赛。出生于美国加利福尼亚州。现为紅牛環球拉力賽车手，效力於安德烈提車隊。

## 早年
斯皮德的职业生涯起于10岁开始的卡丁车，从1993年至2000年的8年中他获得了多次冠军头衔。在2001年他迎来了自己的首个方程式赛季，随后的一年他加盟了巴伯·道奇车队并参加了2002赛季的马自达方程式锦标赛。斯皮德赛车生涯的转折点出现在2003年，他被挑选为红牛车手研究计划的成员，而且他将参加英国F3赛事和雷诺方程式德国锦标赛。2004年，斯皮德为埃迪·齐沃的印地赛事车队进行了测试，2005年，他加盟了iSport国际车队参加GP2赛事。
在GP2赛事中，他位居尼科·罗斯伯格和海基·科瓦莱宁之后名列第3，同时他也在加拿大大奖赛和美国大奖赛中作为红牛车队第3车手参加了周五练习赛，这也是他首次驾驶F1赛车。

## 一级方程式

### 2005
2005年斯皮德作为红牛车队的试车手，成为继1993年迈克尔·安德尔蒂加盟迈凯伦车队以后首位出现在F1赛场中的美国车手他也是2005年美国大奖赛的试车手。在红牛车队买下米纳尔迪之后，红牛宣布创建红牛二队，而维塔托尼奥·柳齐和斯科特·斯皮德将作为正式车手出现在2006赛季的F1赛事中。